# Ruisseau Bignell (vattendrag i Kanada, lat 50,18, long -73,83)
Ruisseau Bignell är ett vattendrag i Kanada.   Det ligger i provinsen Québec, i den östra delen av landet, 500 km norr om huvudstaden Ottawa. Ruisseau Bignell ligger vid sjön Lac Waconichi.
I omgivningarna runt Ruisseau Bignell växer i huvudsak barrskog. Trakten runt Ruisseau Bignell är nära nog obefolkad, med mindre än två invånare per kvadratkilometer.